# Gymnocalycium stenopleurum
Gymnocalycium stenopleurum är en kaktusväxtart som beskrevs av Friedrich Ritter. Gymnocalycium stenopleurum ingår i släktet Gymnocalycium och familjen kaktusväxter. Inga underarter finns listade i Catalogue of Life.

## Bildgalleri

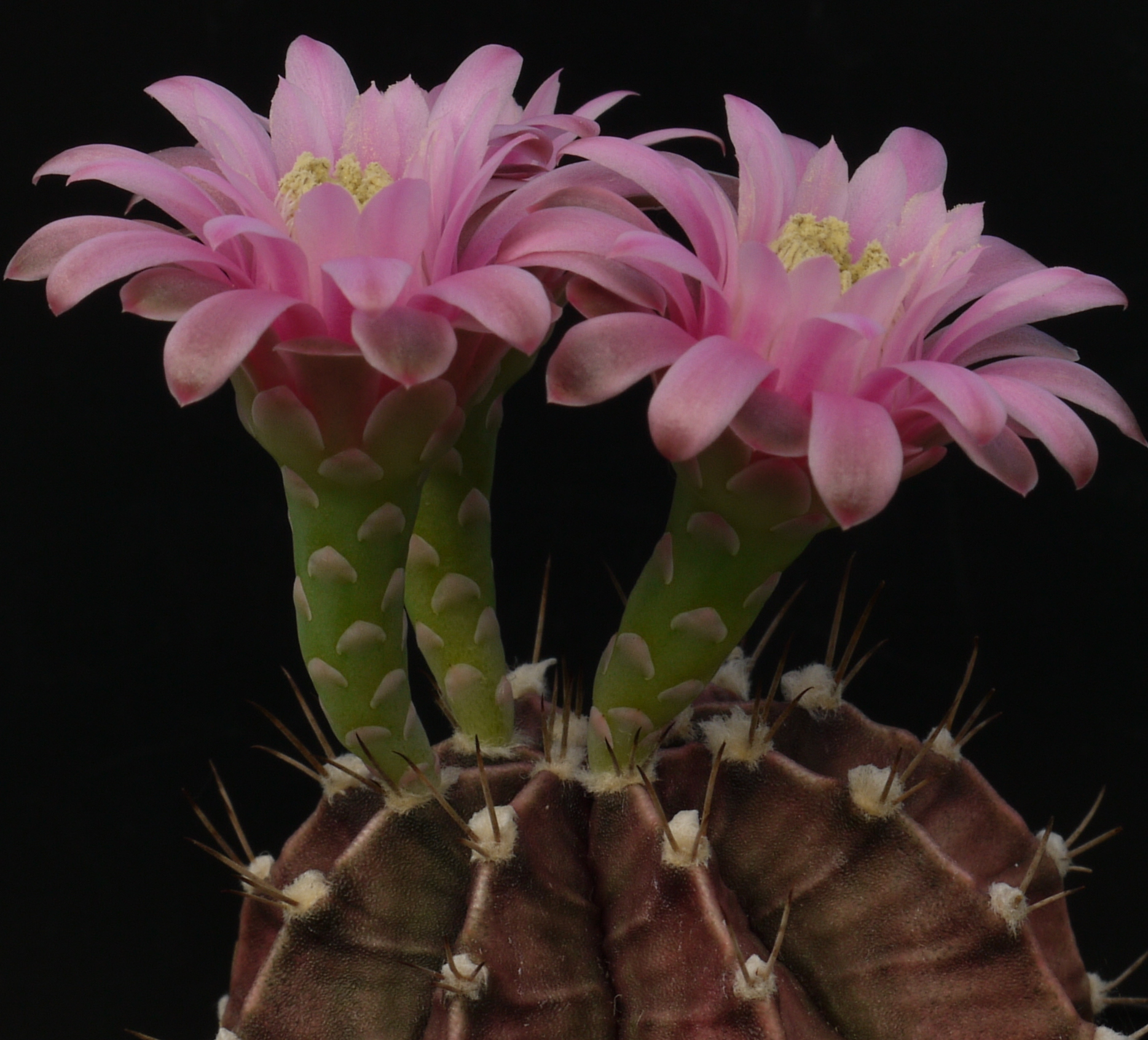
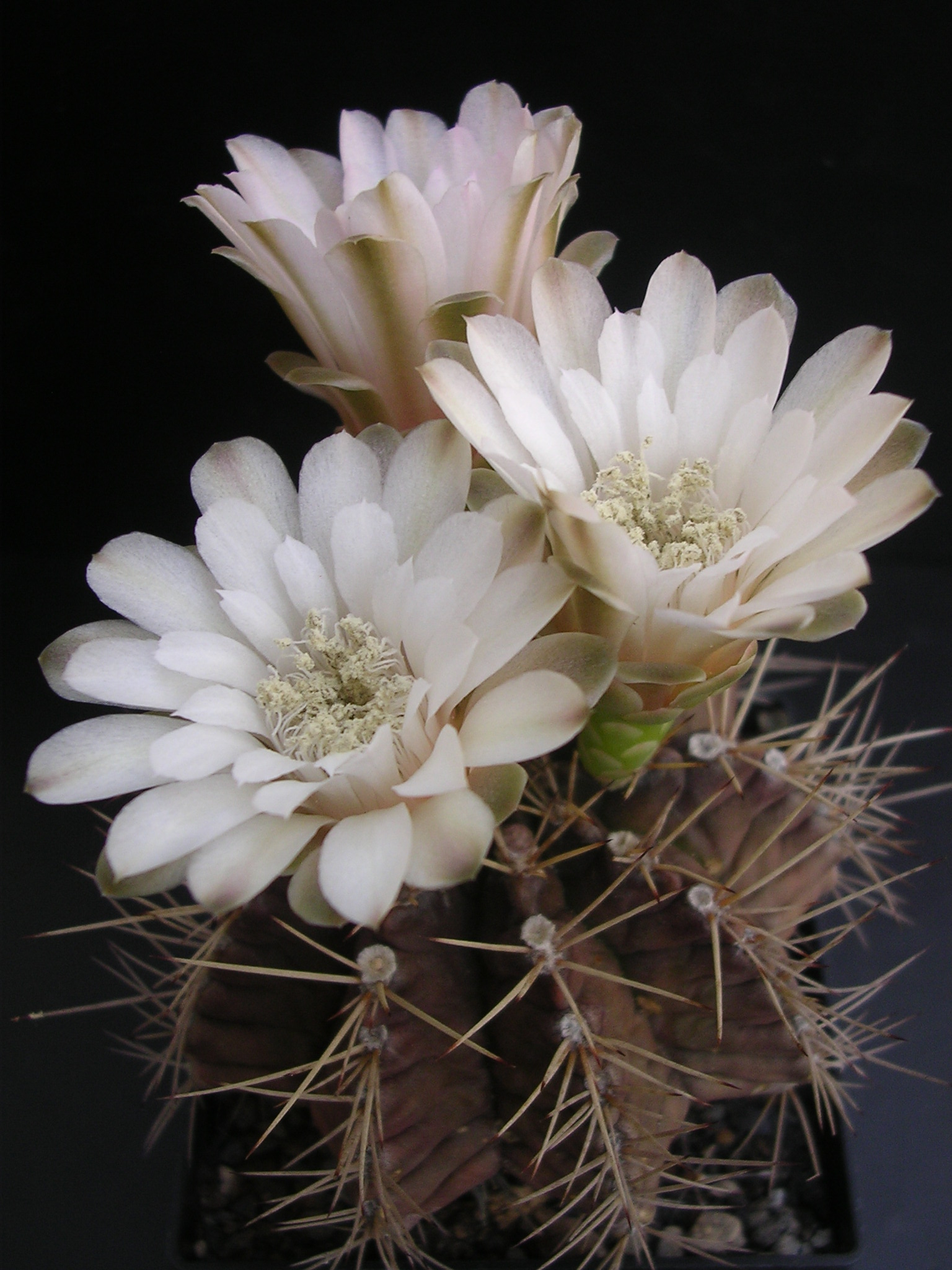
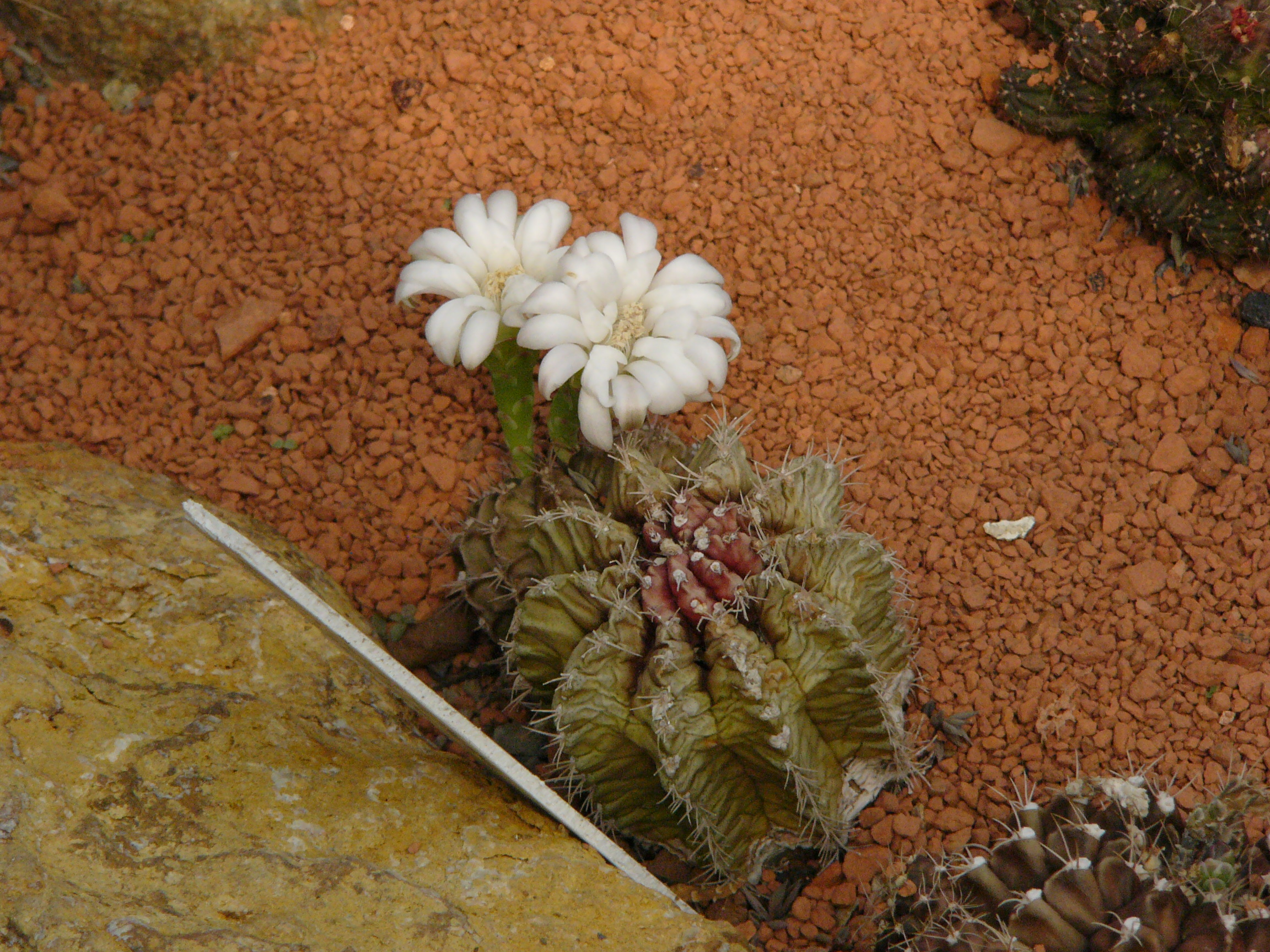